# Brachyprotoma
Brachyprotoma — викопний рід хижих ссавців з родини скунсових з епохи плейстоцену, що заселяв території сучасної Північної Америки. Його зразки були знайдені від Юкону до Західної Вірджинії. Наразі існує лише один визнаний вид, Brachyprotoma obtusata.

## Опис
Brachyprotoma obtusata відомий виключно за щелепами та зубами, тому посткраніальний скелет був виведений на основі відносно схожих свиноносих скунсів, але у більш міцній комплекції. Голотип, USNM 12045, являє собою пошкоджену нижню щелепу довжиною 3 см.

## Назва
Родова назва Brachyprotoma, від грецького «brachy», що означає «короткий», і «protomē» — «голова і шия обезголовленої тварини», що відсилає до міцної статури голотипу, а також до загадкової відсутності посткраніальних решток. Видова назва obtusata походить від лат. obtusitas, що означає «щільний».